# Apostrophe (’)
Apostrophe (’) ist ein Musikalbum von Frank Zappa, das am 22. April 1974 sowohl in Stereo- als auch in Quadrofonie veröffentlicht wurde. Eine editierte Version des einleitenden Stücks Don’t Eat the Yellow Snow war Zappas erster kommerzieller Single-Erfolg, das Album avancierte zu einem seiner ersten Top-10-Erfolge.
In Fortsetzung an Over-Nite Sensation (1973) war das Album eine ähnliche Mischung aus kurzen Liedern, die von Zappas Humor zeugten, und musikalischen Arrangements. Die Texte sind oft bizarr oder verworren.

## Musik
Der erste Teil des Albums folgt lose einem fortgesetzten Thema. Don’t Eat the Yellow Snow erzählt den Traum des Sängers, in dem er sich selbst als Eskimo namens Nanook sieht. Ein Pelzjäger beginnt mit dem Abschlachten einer Babyrobbe, und Nanook reagiert darauf, indem er diesem „gelben Schnee“, also Schnee, auf den zuvor Huskies uriniert haben, in die Augen reibt, wodurch er geblendet wird. Der Pelzjäger erinnert sich an eine alte Eskimolegende und reist zur Gemeinde von St. Alfonzo. An diesem Punkt nimmt das Album eine unerwartete Wendung und erzählt eine wilde Geschichte, in der sich Kobolde streicheln und Fleischpasteten missbraucht werden, mit einem kurzen musikalischen Zwischenspiel und hochgezogenen orgasmischen Schreien. Mit Cosmik Debris verweist das Werk auf frühere Alben wie The Grand Wazoo und Lieder wie Camarillo Brillo.
Das Titelstück ist eine Jamsession mit dem Cream-Bassisten Jack Bruce und dem Schlagzeuger Jim Gordon.

## Titelliste
- Alle Stücke von Frank Zappa, sofern nicht anders vermerkt

### Seite 1
1. Don’t Eat the Yellow Snow – 2:07
2. Nanook Rubs It – 4:38
3. St. Alfonzo’s Pancake Breakfast – 1:50
4. Father O’Blivion – 2:18
5. Cosmik Debris – 4:14

### Seite 2
1. Excentrifugal Forz – 1:33
2. Apostrophe’ – 5:50 (Zappa, Jim Gordon, Jack Bruce)
3. Uncle Remus – 2:44 (Zappa, George Duke)
4. Stink-Foot – 6:33

## Mitwirkende
- Frank Zappa – Gesang, Gitarre, Bass, Bouzouki
- George Duke – Keyboards, Begleitgesang
- Napoleon Murphy Brock – Saxophon, Begleitgesang
- Ian Underwood – Saxophon
- Sal Marquez – Trompete
- Bruce Fowler – Posaune
- Don Sugarcane Harris – Geige
- Jean-Luc Ponty – Geige
- Tony Duran – Rhythmusgitarre auf Apostrophe
- Tom Fowler – Bass
- Erroneous (Alex Dmochowski) – Bass
- Jack Bruce – Bass auf Apostrophe
- Ralph Humphrey – Schlagzeug
- Aynsley Dunbar – Schlagzeug
- Johnny Guerin – Schlagzeug
- Jim Gordon – Schlagzeug auf Apostrophe
- Ruth Underwood – Perkussion
- Ray Collins – Begleitgesang
- Kerry McNabb – Begleitgesang
- Sue Glover – Begleitgesang
- Debbie – Gesang, Begleitgesang
- Lynn – Gesang, Begleitgesang
- Robert „Frog“ Camarena – Gesang, Begleitgesang
- Ruben Ladron de Guevara – Gesang, Begleitgesang

## Singleauskopplungen
| Jahr | Titel                           | Höchstplatzierung, Gesamtwochen, AuszeichnungChartplatzierungen (Jahr, Titel, , Platzierungen, Wochen, Auszeichnungen, Anmerkungen) | Höchstplatzierung, Gesamtwochen, AuszeichnungChartplatzierungen (Jahr, Titel, , Platzierungen, Wochen, Auszeichnungen, Anmerkungen) | Höchstplatzierung, Gesamtwochen, AuszeichnungChartplatzierungen (Jahr, Titel, , Platzierungen, Wochen, Auszeichnungen, Anmerkungen) | Höchstplatzierung, Gesamtwochen, AuszeichnungChartplatzierungen (Jahr, Titel, , Platzierungen, Wochen, Auszeichnungen, Anmerkungen) | Höchstplatzierung, Gesamtwochen, AuszeichnungChartplatzierungen (Jahr, Titel, , Platzierungen, Wochen, Auszeichnungen, Anmerkungen) | Anmerkungen                           |
| Jahr | Titel                           | DE | AT | CH | UK | US | Anmerkungen                           |
| ---- | ------------------------------- | --- | --- | --- | --- | --- | ------------------------------------- |
| 1974 | Cosmik Debris                   | — | — | — | — | — | Erstveröffentlichung: 23. August 1974 |
| 1974 | Don’t Eat the Yellow Snow Suite | — | — | — | — | US86 (4 Wo.)US | Erstveröffentlichung: 6. Oktober 1974 |

## 50th Anniversary Edition
Die 50th Anniversary Edition des Albums erschien am 13. September 2024. Zappa Records und Universal Music Enterprises stellten verschiedene Formate für diese Jubiläumsausgabe zusammen:
- Ein 5CD + Blu-ray Audio-Set
- Eine 2-LP + 7-Zoll-Vinyl-Version in „Yellow Snow“-Farbe
- Eine limitierte, remasterte Gold Nugget Vinyl Edition

Der Inhalt des 5CD + Blu-ray Audio-Sets umfasst
1. Das Originalalbum, neu remastert von Bernie Grundman
2. Session-Outtakes aus dem Zappa-Archiv
3. Zwei komplette Bonuskonzerte aus dem Jahr 1974
4. Eine Blu-ray mit:
  - Hochauflösenden Audioformaten des Remasters
  - Neuen Dolby Atmos- und 5.1-Surround-Sound-Mixes des Hauptalbums, erstellt von Karma Auger und Erich Gobel im Studio1LA
  - Frank Zappas originalem Quadraphonic-Mix von 1974 (erstmals seit 50 Jahren wieder verfügbar)

Das Zusatzmaterial und die Aufmachung umfassen neue historische Essays von Simon Prentis und „Vaultmeister“ Joe Travers sowie bisher unveröffentlichte Fotos aus dem Archiv von Sam Emerson, dem Fotografen des Coverfotos. Weiterhin ist der Uncle Remus Piano and Vocal Mix 2024 enthalten, der eine neu abgemischte Version mit isolierten Klavier- und Tack-Piano-Spuren von George Duke sowie den Vocal-Master-Tracks von Frank Zappa und The Ikettes enthält.

## Rezeption
Allmusic vergab 4,5 von fünf möglichen Sternen. Robert Christgau beurteilte das Album mit B-. Rolling Stone beurteilte das Album positiv.

## Kommerzieller Erfolg

### Chartplatzierungen
Das Album avancierte zum Veröffentlichungszeitraum zum Top-10-Erfolg in den Vereinigten Staaten, dem einzigen Zappas. In Deutschland stieg das Album erstmals am 20. September 2024 in die Albumcharts ein und erreichte dabei Rang sieben. Es ist nach Sheik Yerbouti (April 1979) und Zappa 88: The Last U.S. Show (Juni 2021) das dritte Top-10-Album in Deutschland für Zappa sowie das bis dato bestplatzierte, womit es Zappa 88: The Last U.S. Show (Rang 9) ablöste.
| ChartsChartplatzierungen       | Höchstplatzierung | Wochen |
| ------------------------------ | ----------------- | ------ |
| Deutschland (GfK)              | 7 (1 Wo.)         | 1      |
| Österreich (Ö3)                | 31 (1 Wo.)        | 1      |
| Schweiz (IFPI)                 | 30 (1 Wo.)        | 1      |
| Vereinigte Staaten (Billboard) | 10 (43 Wo.)       | 43     |

### Auszeichnungen für Musikverkäufe
Das Album erhielt am 7. März 1976 eine Goldene Schallplatte für über 500.000 verkaufte Einheiten.
| Land/Region               | Auszeichnungen für Musikverkäufe (Land/Region, Auszeichnung, Verkäufe) | Verkäufe |
| ------------------------- | ---------------------------------------------------------------------- | -------- |
| Vereinigte Staaten (RIAA) | Gold                                                                   | 500.000  |
| Insgesamt                 | 1× Gold ·                                                              | 500.000  |